# Вотсика (Илиноис)
Вотсика (енгл. Watseka) град је у америчкој савезној држави Илиноис. По попису становништва из 2010. у њему је живело 5.255 становника.

## Демографија
Према попису становништва из 2010. у граду је живело 5.255 становника, што је 415 (7,3%) становника мање него 2000. године.
| Група             | 2000.         | 2010.         |
| Белци             | 5.397 (95,2%) | 4.919 (93,6%) |
| Афроамериканци    | 35 (0,6%)     | 41 (0,8%)     |
| Азијати           | 27 (0,5%)     | 36 (0,7%)     |
| Хиспаноамериканци | 148 (2,6%)    | 189 (3,6%)    |
| Укупно            | 5.670         | 5.255         |